# Kopań (Darłowo)

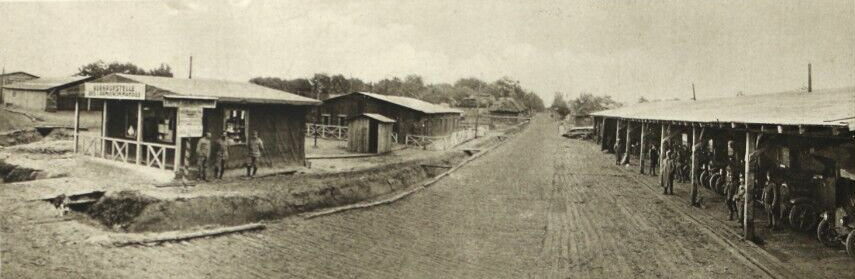
Munitionsfassungsstelle Kopań, 1914–1918

Kopań (deutsch Kopahn) ist ein Dorf in der polnischen Woiwodschaft Westpommern und gehört zur Landgemeinde Darłowo (Rügenwalde) im Kreis Sławno (Schlawe).

## Geographische Lage

Kopahn am Vitter See, nordnordöstlich der Ostseestadt Rügenwalde und nordwestlich der Stadt Schlawe, auf einer Landkarte von 1910.

Das Bauerndorf liegt in Hinterpommern, vier Kilometer nordnordöstlich von Rügenwalde (Darłowo) und 18 Kilometer nordwestlich von Schlawe (Sławno) am Südende des Vitter Sees (Jezioro Kopań), benannt nach dem am nordöstlichen Seeufer gelegenen Dorf Vitte (polnisch: Wicie), am Rande einer Grundmoränenzunge. Nachbarorte sind: im Westen Darlowo, im Osten Palczewice (Palzwitz) und im Süden Cisowo (Zizow). Die Ostsee ist einen Kilometer entfernt.

## Ortsname
Die Ortsbezeichnung Kopań/Kopahn (früher auch Copan, Kopan) geht wahrscheinlich auf slawischen Ursprung zurück. „Kopa“ bedeutet „Hügel“.

## Geschichte
Die Gegend um Kopahn ist sehr alter Siedlungsgrund. Das beweisen Bodenfunde aus germanischer und wendischer Zeit. Im Jahre 1223 wird das Dorf Bantowe, das unmittelbar neben Kopahn lag und bald wüst wurde, dem Johanniter-Orden übertragen, der es 1320 an den Swenzonen Peter von Neuenburg verkauft. In alten Urkunden von 1285/1287 wird ein Johanniter Gerhard von Kopan genannt.
Erstmals urkundlich erwähnt wird das ursprünglich als Angerdorf angelegte Kopahn im Jahre 1333. Damals besaßen die Swenzonen den Ort, der – nach deren Aussterben – an das Amt Rügenwalde fiel.
Im Jahre 1648 werden in Kopahn genannt: 1 Schulze, 11 Bauern und 9 Kossäten. 1818 lebten hier 216 Einwohner. Ihre Zahl stieg bis 1867 auf 269 und betrug 1875 noch 275 und 1939 nur noch 222.
Biss 1945 war Kopahn mit den Gemeinden Köpnitz (heute polnisch: Kopnica), Palzwitz (Palczewice) und Zizow (Cisowo) in den Amtsbezirk Zizow im Landkreis Schlawe i. Pom. im Regierungsbezirk Köslin der preußischen Provinz Pommern vereinigt. Das Standesamt war in Palzwitz, während das zuständige Amtsgericht in Rügenwalde stand.
Gegen Ende des Zweiten Weltkriegs wurde Kopahn am 7. März 1945 durch sowjetische Truppen besetzt. Nach Kriegsende wurde es zusammen mit ganz Hinterpommern unter polnische Verwaltung gestellt und erhielt den polnischen Ortsnamen Kopań. Am 17. August 1946 wurde die einheimische Bevölkerung von der örtlichen polnischen Verwaltungsbehörde vertrieben. 
Die Ortschaft ist heute ein Teil der Gmina Darłowo im Powiat Sławieński der Woiwodschaft Westpommern. Heute leben hier etwa 130 Menschen.

## Kirche
Vor 1945 war die Bevölkerung von Kopahn überwiegend evangelischer Konfession. Das Dorf gehörte mit Köpnitz (Kopnica), Palzwitz (Palczewice), Sackshöhe (Zakrzewo) und Zizow (Cisowo) zum Kirchspiel Zizow im Kirchenkreis Rügenwalde (Darłowo) in der Kirchenprovinz Pommern der Kirche der Altpreußischen Union. Letzter deutscher Geistlicher war Pfarrer Kurt Müller.
Heute ist Cisowo Filialkirche der Pfarrei Barzowice (Barzwitz) im Dekanat Darłowo im Bistum Köslin-Kolberg der Katholischen Kirche in Polen. Evangelische Kirchenglieder gehören zum Kirchspiel Koszalin (Köslin) in der Diözese Pommern-Großpolen der Evangelisch-Augsburgischen Kirche in Polen.

## Schule
In Kopahn bestand bis 1945 eine einklassige Volksschule.

## Kopań und der Rattenfänger von Hameln
Von einigen Forschern wird Kopań mit der Sage vom Rattenfänger von Hameln in Verbindung gebracht. Eine Hausinschrift in Hameln ergänzt das um 1300 gestiftete, 1572 renovierte und 1660 zerstörte Glasbild in der Hamelner Marktkirche, das daran erinnerte, dass 130 Hamelner „gen Koppen verbracht und verloren“ wurden. War dieses Koppen das Kopahn bei Rügenwalde?

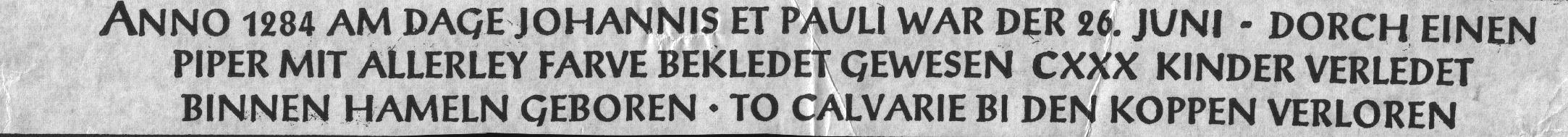
Rattenfängerinschrift

Tatsächlich gibt es in der Rattenfängersage eine Person, die heraldisch hierher passt: der Ritter Graf Nikolaus von Spiegelberg, dessen Familie Beziehungen aus dem Hamelner Raum nach Hinterpommern hatte. So könnte er hier in einem Schiff mit den Hämelschen Kindern am 22. Juli 1284 in der Ostsee von der Anhöhe bei Kopahn aus letztmals gesehen worden sein.
Solcher Deutung der Rattenfängersage wird in der Forschung durchaus eine gewisse Wahrscheinlichkeit zugerechnet.

## Persönlichkeit des Ortes
- Albert Fischer (* 15. Dezember 1849, † ?), Bauernhofbesitzer, Mitglied des preußischen Landtages 1900–1918, Initiator der Haushaltsschule in Rügenwalde

## Verkehr
Der Ort ist über Cisowo (Zizow) auf einer Stichstraße zu erreichen, die zwei Kilometer nordöstlich von Darłowo von der Woiwodschaftsstraße 203 (Koszalin (Köslin) – Ustka (Stolpmünde)) abzweigt. Die nächste Bahnstation ist Darłowo, Endpunkt an der PKP-Linie 418, die von Korzybie (Zollbrück) und Sławno kommt.